# Linepithema humile
Espèce
Synonymes
- Iridomyrmex humilis (Mayr, 1868)

La fourmi d'Argentine (Linepithema humile), originaire d'Amérique du Sud (Argentine, Uruguay, Paraguay, Bolivie et Brésil), est une espèce de fourmi qui a été introduite dans le monde entier de façon involontaire par l'homme.

## Caractéristiques

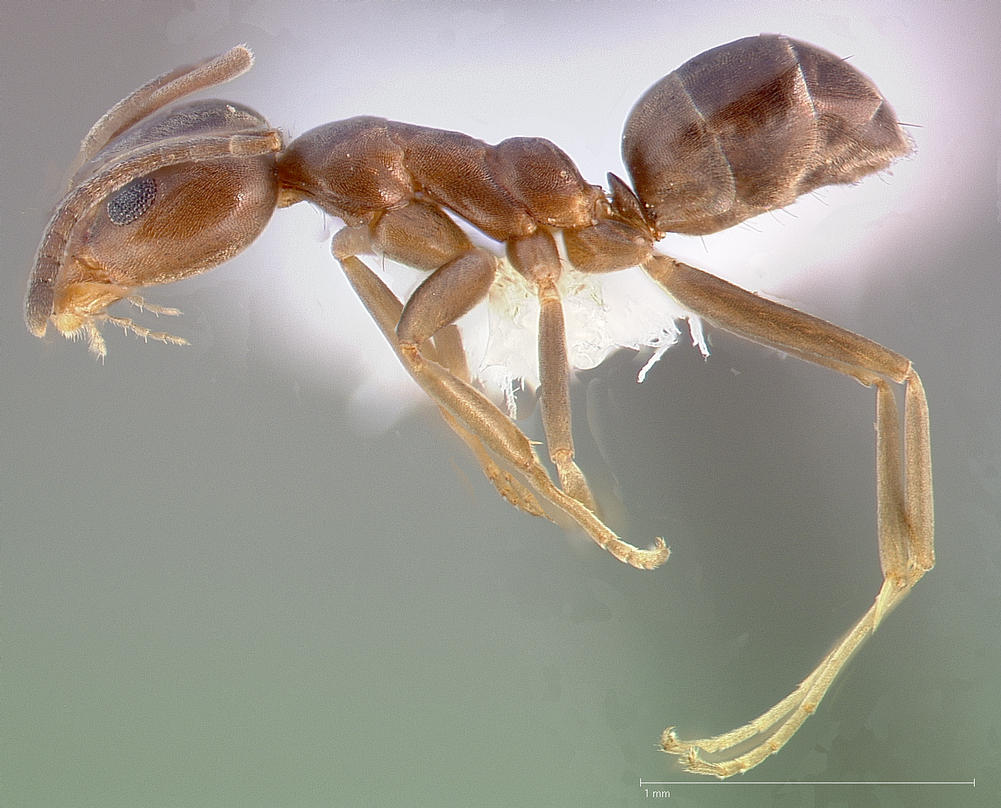
Ouvrière Linepithema humile

- Taille : ouvrière 2,1 à 3 mm ; femelle sexuée 4,5 à 4,9 mm ; mâle 1,9 à 2,1 mm. Couleur brun clair.
- Type de société : polygynie.
- Régime alimentaire : omnivore, mais essentiellement du miellat et du nectar[1].

Une des espèces les plus répandues et les plus invasives, la fourmi d’Argentine (Linepithema humile ; anciennement nommé Iridomyrmex humilis, Wild, 2004) cause de graves problèmes tant dans l’environnement humain que dans le milieu naturel (Vega et Rust, 2001). Cette fourmi longue de quelques millimètres (2  à   3 mm) est de la famille des Formicidae et de la sous-famille des Dolichoderinae. Elle est de couleur brune. C’est une espèce native d’Amérique du Sud. Linepithema humile s’est étendue à travers le monde, sur toutes les zones à climat de type méditerranéen (Suarez, et al., 2001; Sanders, et al., 2003).

## Écologie et comportement
L. humile présente de grandes colonies polygynes pouvant changer de lieu facilement s’il y a des variations des conditions environnementales. Les colonies se multiplient par « bouturage » ou sociotomie, c’est-à-dire par scission d’une colonie-mère polygyne en plusieurs colonies-filles. Au moment où les fourmilières sont surpeuplées, une reine quitte le nid d’origine accompagnée d’une partie des ouvrières pour former un nouveau nid. Les relations qui subsistent entre ces différents nids expliquent la nature polycalique des sociétés. Si ces liens sont rompus, une nouvelle société est fondée (Silverman et Nsimba, 2000). Ce système favorise la formation de nouvelles colonies, tout en évitant les dangers des vols nuptiaux (Benois, 1973; Jenkins, 1948).
Dans un hôpital chilien, on a montré que les fourmis d’Argentine étaient porteuses de micro-organismes responsables de redoutables infections nosocomiales.
Elle est très utile dans la lutte contre les Kalotermes flavicollis, ou termites à cou jaune, prisées par les fourmis d'Argentine. Ces dernières œuvrent à préserver les charpentes et dispensent les bois morts de la présence de cette espèce de termite présente dans le bassin méditerranéen.

## Une espèce invasive
La présence de la fourmi d'Argentine a été signalée pour la première fois en 1866 à Buenos Aires en Argentine. Elle a été accidentellement exportée grâce au commerce de lilas-rose dans d’autres parties du monde durant les XIXe et XXe siècles (Lodge, 1993 ; Williams, 1994 ; Suarez et al., 2001), notamment aux États-Unis, en Europe, en Afrique du Sud, en Australie et diverses îles (Passera, 1994; Holway, 1999; Suarez, et al., 2001). En Europe, elle est signalée en France en 1906, dans les Alpes Maritimes par Marchal (1917), au Portugal en 1921 et en Espagne en 1923 (Martinez, et al., 1997). Son expansion dans le Var et dans les Alpes-Maritimes est signalée par Marchal (1917), puis par Chopard (1921) dans et tout autour de Cannes en 1921. Bernard (1950) signale son expansion entre 1925 et 1935 dans de nombreuses localités des Maures. Depuis elle n’a cessé de s’étendre sur le littoral méditerranéen. Dans l’arrière-pays, les foyers sont plus épars (Benois, 1973). La fourmi d’Argentine est citée pour la première fois en Corse en 1960, à Calvi (Bernard, 1960). Quarante ans plus tard Casewitz-Weulersse et Brun (1999) notent la présence de cette espèce dans quelques sites sur la côte corse.
En Europe, elle est signalée comme installée en 2020 dans les pays suivants : Belgique, Bulgarie, République tchèque, Allemagne, Irlande, Grèce, Espagne, France, Italie, Pays-Bas, Autriche, Pologne, Portugal et Suède.
Dans les zones où elle est apparue, elle s'est révélée très agressive envers les autres espèces, allant jusqu'à détruire les colonies indigènes[réf. nécessaire]. Son comportement est également destructeur vis-à-vis de la flore et notamment des bourgeons[réf. nécessaire]. Enfin, elle n'hésite pas à envahir les habitations humaines à la recherche de sucre[réf. nécessaire].
Une fois en Europe, ces colonies de fourmis ne disposent plus des éléments génétiques marquant leur appartenance à un « clan », et par conséquent ne sont plus agressives les unes envers les autres[réf. nécessaire]. Toutefois, prévoit Laurent Keller, « on peut s'attendre à ce qu'un tel système soit instable. Quand des fourmis de nids différents s'entraident, l'apparition de reines en surnombre est favorisée et le nid manque d'ouvrières. Cela conduit normalement la colonie à sa perte. »
On a piégé en une seule année, en Louisiane, dans un verger de citronniers de 10 hectares, 2 milliards d’ouvrières accompagnées de 1 307 000 reines. Soit environ 20 000 ouvrières et 13 reines au mètre carré, alors que la concentration est beaucoup plus modeste habituellement (500 individus au m2)[réf. nécessaire].
Dans les régions françaises envahies par L. humile, ce sont d’abord les orangers, mandariniers et citronniers, puis les figuiers, les cerisiers, les pêchers, les poiriers, voire la vigne, qui sont touchés[réf. nécessaire].
L. humile est l'une des espèces de fourmis les plus invasives et nuisibles du monde. De nombreuses répercussions sont connues sur différents taxons : oiseaux, reptiles, mammifères et invertébrés. Elle a un impact négatif sur d'autres espèces d'arthropodes locaux par prédation et par compétition.
Les fourmis noires de l'espèce Tapinoma nigerrimum pourraient contenir et repousser les invasions des fourmis d'Argentine. Il a été montré que[évasif] les affrontements entre L. humile et Tapinoma nigerrimum tournaient toujours en défaveur des fourmis d'Argentine, quelle que soit l'espèce résidente, et que les fourmis noires Tapinoma nigerrimum reconquièrent progressivement les zones envahies. Ces fourmis, autochtones de nombreuses régions de l'ouest de la Méditerranée, pourraient devenir des agents de résistance biotique efficaces contre les invasions de L. humile. Toutefois cela est contesté par certains chercheurs.

## Supercolonies
Il existe des supercolonies de fourmis argentines dont une qui va des côtes italiennes aux côtes atlantiques espagnoles en passant par la France (soit plus de 6 000 km de longueur), et extermine les espèces déjà en place.

## Liste des sous-espèces
- Linepithema humile angulatum
- Linepithema humile arrogans
- Linepithema humile breviscapum
- Linepithema humile gallardoi
- Linepithema humile humile
- Linepithema humile platense
- Linepithema humile scotti